# پولسینسوکوس
پولسینسوکوس (نام علمی: Polesinesuchus) نام یک سرده از راسته اتوسور است.